# Pouteria capacifolia
Pouteria capacifolia là một loài thực vật thuộc họ Sapotaceae. Đây là loài đặc hữu của Ecuador.